# Castlegar (British Columbia)
Castlegar ist eine Stadt im Südwesten der kanadischen Provinz British Columbia. Sie liegt in der Region Central Kootenay und ist nach Nelson die zweitgrößte Stadt der Region.
In der Sprache der ansässigen First Nation, vom Stamm der Kutenai, heißt die Stadt k´iksiǂuk (sinngemäß ungefähr Pfad).

## Geographie und Klima

### Geographie
Castlegar liegt am Rande der Selkirk Mountains. Die Selkirk Mountains sind eine Bergkette der Columbia Mountains, die den Rocky Mountains vorgelagert sind. Die Stadt befindet sich an der Mündung des Kootenay Rivers in den Columbia River. Im Norden der Stadt, circa zehn Kilometer außerhalb liegt der Arrow Lake, der vom Columbia River gespeist wird.

### Klima
|                        | Jan  | Feb  | Mär  | Apr  | Mai  | Jun  | Jul  | Aug  | Sep  | Okt  | Nov  | Dez  |   |       |
| Mittl. Temperatur (°C) | −2,7 | −0,3 | 3,9  | 8,6  | 13,1 | 16,7 | 19,9 | 19,7 | 14,4 | 7,9  | 1,9  | −2,3 | ⌀ | 8,4   |
| Mittl. Tagesmax. (°C)  | −0,3 | 2,8  | 8,8  | 15,1 | 19,8 | 23,6 | 27,7 | 27,7 | 21,5 | 13   | 4,6  | 0    | ⌀ | 13,7  |
| Mittl. Tagesmin. (°C)  | −5,1 | −3,5 | −1   | 2,1  | 6,3  | 9,8  | 12   | 11,6 | 7,2  | 2,9  | −0,9 | −4,5 | ⌀ | 3,1   |
|                        |      |      |      |      |      |      |      |      |      |      |      |      |   |       |
| Niederschlag (mm)      | 71,3 | 60,2 | 61,4 | 58,4 | 68,8 | 65,7 | 50,8 | 40,3 | 42,6 | 50,5 | 92,9 | 92,3 | Σ | 755,2 |
|                        |      |      |      |      |      |      |      |      |      |      |      |      |   |       |
| Sonnenstunden (h/d)    | 1,4  | 2,5  | 4    | 5,9  | 7,3  | 7,9  | 9,6  | 8,6  | 6,7  | 4,1  | 1,7  | 1,1  | ⌀ | 5,1   |

| −5,1 |

| −3,5 |

| −1 |

| 2,1 |

| 6,3 |

| 9,8 |

| 12 |

| 11,6 |

| 7,2 |

| 2,9 |

| −0,9 |

| −4,5 |

| −5,1 |

| −3,5 |

| −1 |

| 2,1 |

| 6,3 |

| 9,8 |

| 12 |

| 11,6 |

| 7,2 |

| 2,9 |

| −0,9 |

| −4,5 |

| N i e d e r s c h l a g | 71,3 | 60,2 | 61,4 | 58,4 | 68,8 | 65,7 | 50,8 | 40,3 | 42,6 | 50,5 | 92,9 | 92,3 |
|                         | Jan  | Feb  | Mär  | Apr  | Mai  | Jun  | Jul  | Aug  | Sep  | Okt  | Nov  | Dez  |

## Geschichte
Die Gegend südlich des Arrow Lakes wurde von Indianern vom Stamme der Lakes besiedelt. Europäer haben sich im Rahmen der Besiedelung des amerikanischen Westens in dieser Gegend zuerst nicht niedergelassen. Es existierten lediglich Pfade durch diese Gegend, die von Waneta nach Hope geführt haben. Erst durch Goldfunde in der Gegend von Trail 1855 kamen Siedler in diesen Teil British Columbias. Von Bedeutung für die Geschichte von Castlegar war der Bau der Eisenbahn. Nach dem Bau einer Brücke über den Columbia River wurde 1902 ein Bahnhof eingerichtet, der eine der Keimzellen der Besiedlung darstellte. 1910 existierten nicht nur der Bahnhof, sondern auch ein Hotel, ein Postbüro mit Rathausaufgaben und eine Schule. Die Siedlung wuchs beständig und wurde 1946 zum Dorf bestimmt. Aufgrund weiterem Wachstum folgte die Ernennung zur Stadt zum 1. Januar 1966.

## Demographie
Die letzte offizielle Volkszählung, der Census 2016, ergab für die Ansiedlung eine Bevölkerungszahl von 8.039 Einwohnern, nachdem der Zensus 2011 für die Gemeinde noch eine Bevölkerungszahl von 7.816 Einwohnern ergab. Die Bevölkerung nahm damit im Vergleich zum letzten Zensus im Jahr 2011 um unterdurchschnittliche 2,9 % zu und entwickelte sich schwächer als der Provinzdurchschnitt, dort mit einer Bevölkerungszunahme von 5,6 %. Im Zensuszeitraum 2006 bis 2011 hatte die Einwohnerzahl in der Gemeinde noch um 7,7 % zugenommen, während sie im Provinzdurchschnitt um 7,0 % zunahm.
Zum Zensus 2016 lag das Durchschnittsalter der Einwohner bei 44,9 Jahren und damit weit über dem Provinzdurchschnitt von 42,3 Jahren. Das Medianalter der Einwohner wurde mit 46,7 Jahren ermittelt. Das Medianalter aller Einwohner der Provinz lag 2016 bei 43,0 Jahren. Zum Zensus 2011 wurde für die Einwohner der Gemeinde noch ein Medianalter von 46,1 Jahren ermittelt, bzw. für die Einwohner der Provinz bei 41,9 Jahren.

## Politik
Die Stadt wird vom Castlegar City Council regiert. Das Council besteht aus dem Bürgermeister und sechs weiteren Mitgliedern. Diese werden für jeweils drei Jahre gewählt. Bürgermeister ist seit 2018 Bruno Tassone.

## Verkehr
Als Flughafen für die Region liegt der im Süden der Stadt gelegene West Kootenay Regional Airport. Er stellt durch die Fluggesellschaft Air Canada regelmäßige Verbindungen nach Vancouver und nach Calgary zur Verfügung. Außerdem ist der Flughafen Castlegar von der Canada Border Services Agency als airport of entry (begrenzt auf Kleinflugzeuge) klassifiziert und ermöglicht somit eine internationale Einreise.
Der Highway 3 bindet Castlegar ans überregionale Straßennetz an. Er führt in westlicher Richtung über Osoyoos und Hope nach Vancouver. Er überquert auf der Kinnaird Bridge den Columbia River, nach Osten führt er über den Crowsnest Pass in die Provinz Alberta. Das nördliche Umland wird durch Highway 3A erschlossen; dieser führt nach South Slocan, wo er auf Highway 6 trifft. Der Süden von Castlegar wird von Highway 22 nach Trail erreicht.
Öffentlicher Personennahverkehr wird örtlich und regional durch das „West Kootenay Transit System“ angeboten, welches unter anderem Verbindungen nach Nelson sowie Trail bietet und von BC Transit in Kooperation betrieben wird.